# Villeneuve-la-Garenne
Villeneuve-la-Garenne és un municipi francès, situat al departament dels Alts del Sena i a la regió de l'Illa de França. L'any 1999 tenia 22.349 habitants.
Forma part del cantó de Gennevilliers i del districte de Nanterre. I des del 2016, de la divisió Boucle Nord de Seine de la Metròpolis del Gran París.